# Ford Courier (Europa)
Ford Courier – samochód dostawczo-osobowy typu furgon klasy miejskiej produkowany pod amerykańską marką Ford w latach 1991 – 2002 oraz 1998 – 2013 na rynku brazylijskim.

## Pierwsza generacja

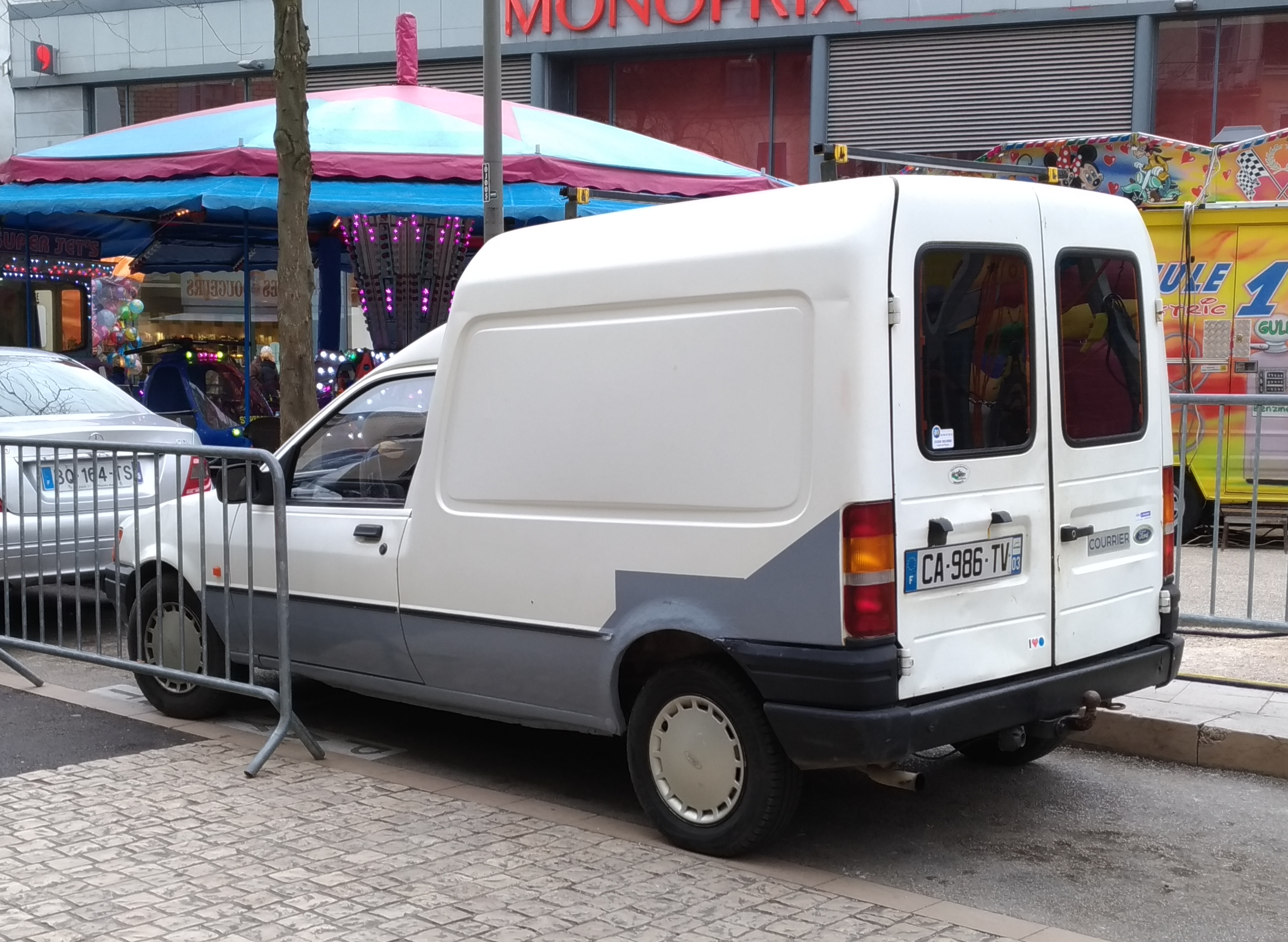
Ford Courier I - tył

Ford Courier I został zaprezentowany po raz pierwszy w 1991 roku.
Pierwsza generacja Couriera trafiła na rynek w połowie 1991 roku jako dostawcza odmiana modelu Ford Fiesta, plasując się w europejskiej ofercie producenta jako model mniejszy od kompaktowego pojazdu dostawczego Express. Ford zdecydował się w ten sposób wykorzystać nazwę Courier po raz czwarty, używając jej wcześniej dla różnych modeli w Ameryce Północnej i Australii.
Samochód dostępny był jako 2-drzwiowy furgon (dwuosobowy) lub kombivan (pięcioosobowy) z podwójnymi drzwiami tylnymi. Do napędu używano silników benzynowych OHV 1,3 l oraz wysokoprężnych OHC 1,8 l. Moc przenoszona była na oś przednią za pomocą 5-biegowej skrzyni manualnej. 

### Silniki
- L4 1.3l
- L4 1.8l Diesel

### Dane techniczne
- R4 1,8 l (1753 cm³), 2 zawory na cylinder, OHC
- Średnica × skok tłoka: 82,5 mm × 82 mm
- Stopień sprężania: 21,5:1
- Moc maksymalna: 60 KM (44 kW) przy 4800 obr./min
- Maksymalny moment obrotowy: 110 N•m przy 2500 obr./min
- Przyspieszenie 0-100 km/h: b.d.
- Prędkość maksymalna: 135 km/h[3][4]
- długość/szerokość/wysokość: 1700/1480/1263 mm[3]

## Druga generacja

### Wersja europejska

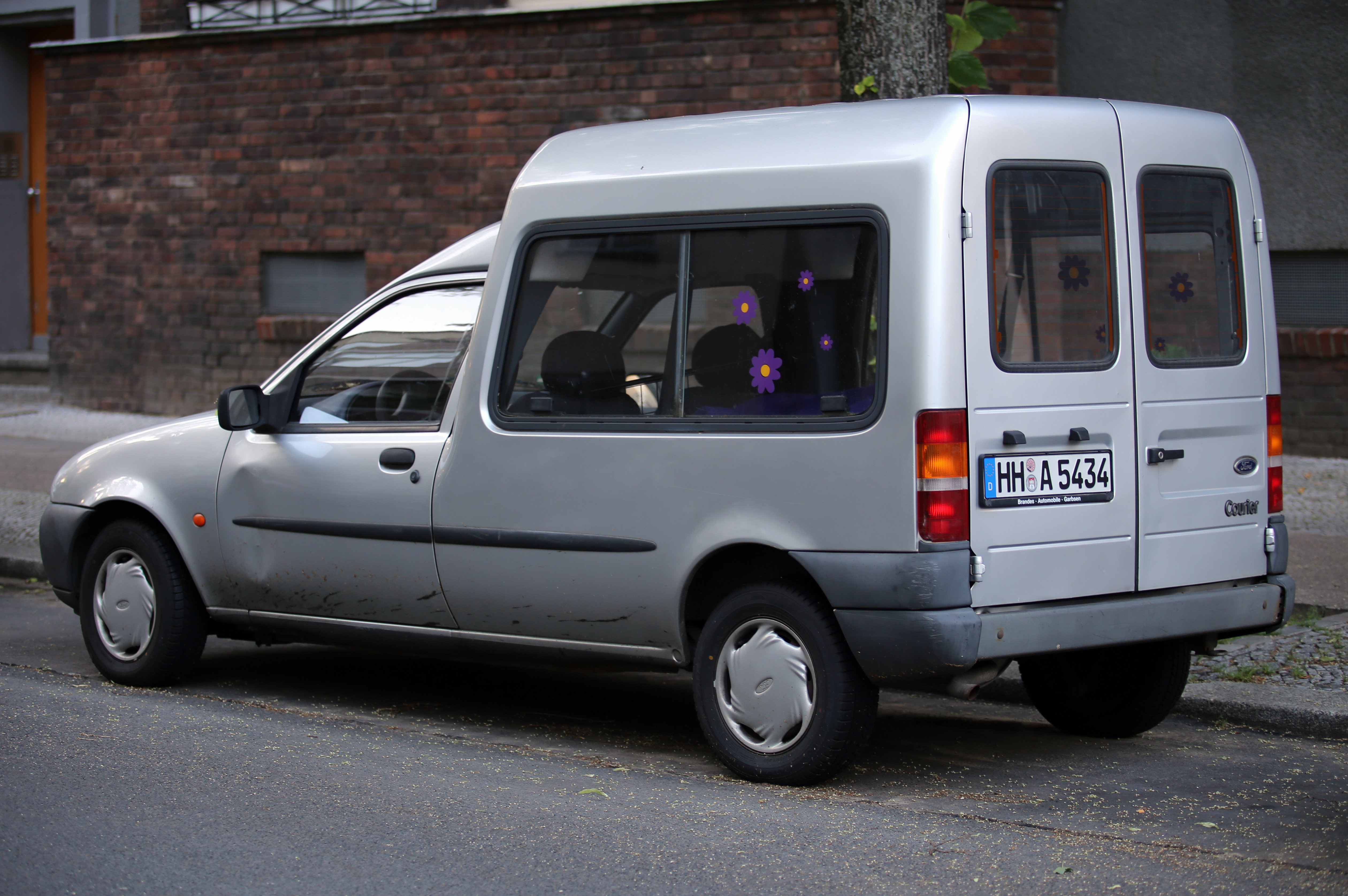
Ford Courier II – tył

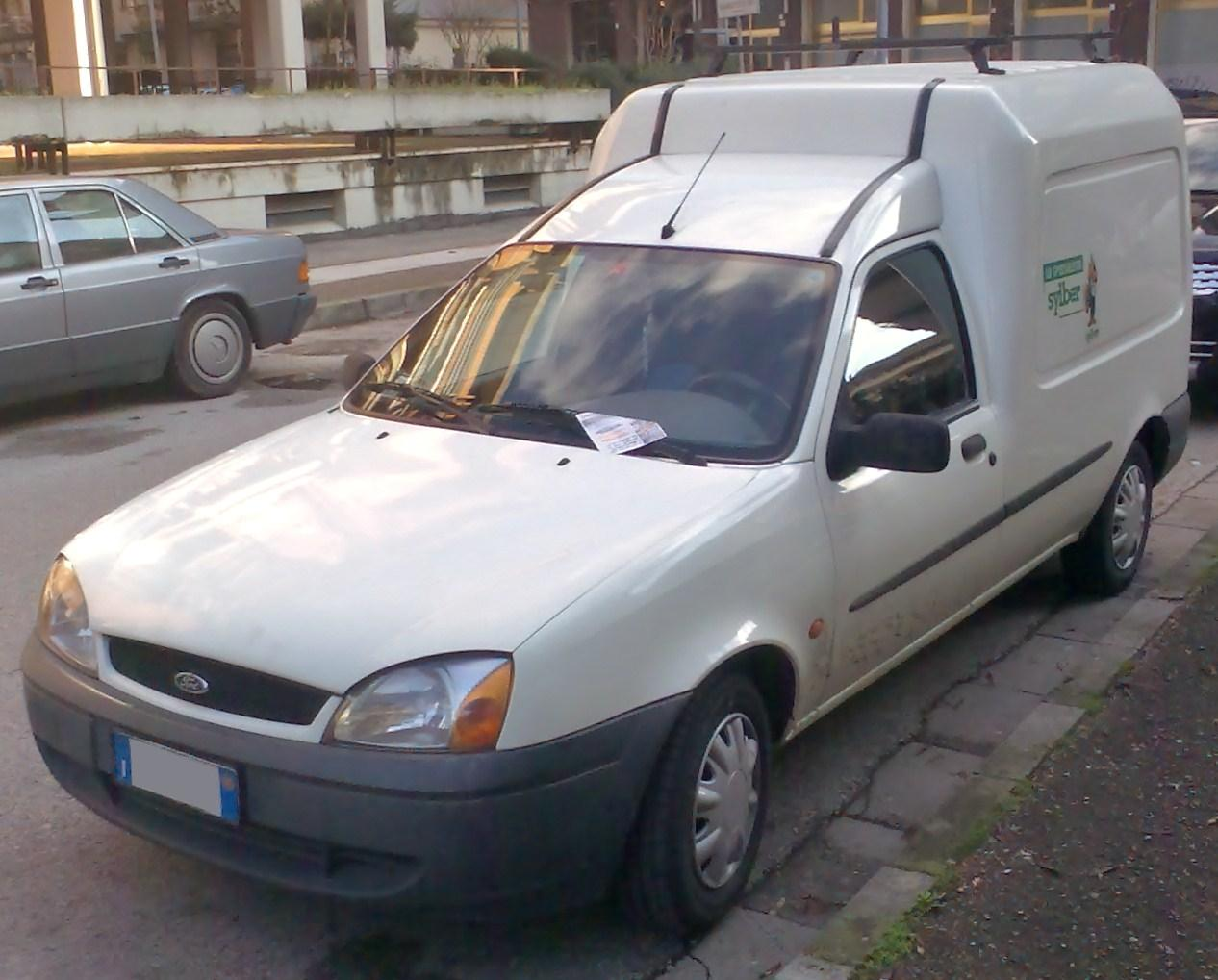
Ford Courier II po liftingu

Ford Courier II został zaprezentowany po raz pierwszy w 1995 roku.
W sierpniu 1995 Ford przedstawił drugą generację europejskiego Couriera, która przeszła zakrojone na szeroką skalę modyfikacje w stosunku do poprzednika. 
Wygląd i kształt wyraźnie zarysowanego przedziału transportowego był taki sam, jak w przypadku pierwszego wcielenia, jednak wygląd przedniej części nadwozia, kształt drzwi oraz kokpit zostały w całości zapożyczone z kolejnej generacji pokrewnej Fiesty.

### Lifting
We wrześniu 1999 roku Ford przedstawił Couriera II po obszernej modernizacji, w ramach której samochód zyskał inny wygląd pasa przedniego. Zmienił się kształt zderzaka, wygląd atrapy chłodnicy i reflektorów.

### Koniec produkcji i następca
W 2002 roku zarówno mniejszy Courier, jak i większy Express zostały zastąpione w Europie przez większy model Ford Transit Connect. 
12 lat później, w 2014 roku, producent powrócił jednak do oferowania miejskiego samochodu dostawczego pod nazwą Courier.

### Silniki
- L4 1.3l
- L4 1.8l Diesel

### Wersja brazylijska

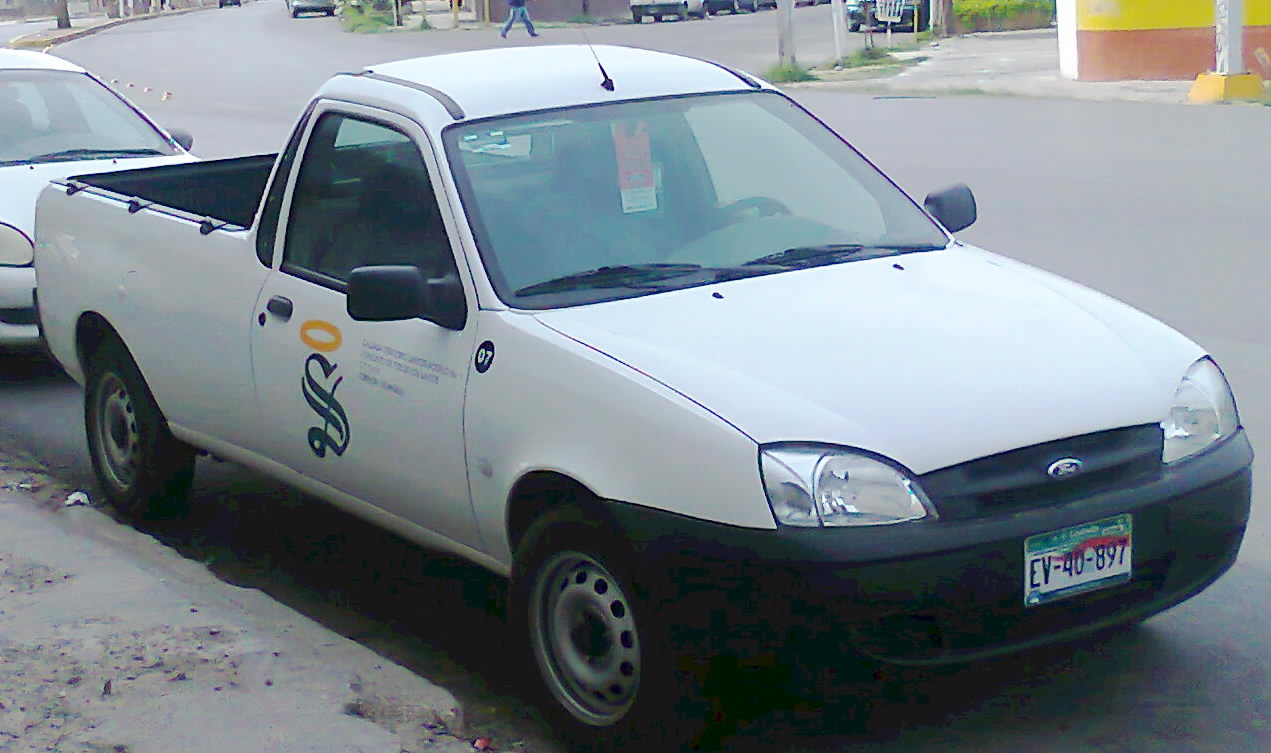
Ford Courier II po liftingu

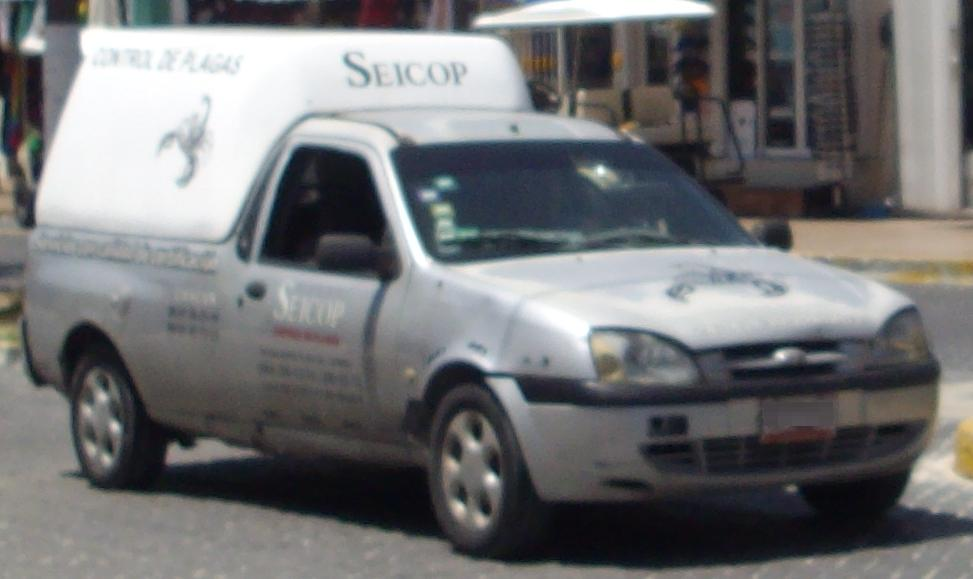
Ford Courier II Van

Ford Courier II został zaprezentowany po raz pierwszy w 1998 roku.
W 1998 roku brazylijski oddział Forda przedstawił gruntownie zmodernizowaną wersję Couriera z myślą o wymaganiach lokalnego rynku. W przeciwieństwie do wersji europejskiej, samochód był pickupem ze znacznie szerszym i dłuższym nadwoziem. Bazą techniczną i wizualną dla kabiny pasażerskiej również był model Fiesta.

### Lifting
W 2000 roku brazylijski Ford Courier przeszedł modernizację nadwozia, w ramach której pojawił się nowy pas przedni znany już od 1998 roku na rynku europejskim. W przeciwieństwie do tamtego modelu, Courier był produkowany i oferowany w Brazylii do 2013 roku, po czym wycofano go z oferty na rzecz większego modelu Ranger.

### Silniki
- L4 1.3l Zetec-SE
- L4 1.6l Zetec Rocam